# Fridolf Celinder
Fridolf Celinder är en klassisk svensk tecknad serie skapad 1912 av Knut Stangenberg. Fridolf har fru och tre barn, och är en toffelhjälte med runda kinder. Serien ses som den första svenska serien med återkommande figurer. Från början hade serien inga pratbubblor, utan i likhet med till exempel den tidiga 91:an Karlsson rimmad text skriven vid rutorna. Pratbubblor infördes dock efterhand. 
Serien startade i veckotidningen Allt för Alla under titeln Fridolf Celinders liv och leverne. Den ansågs som 1910-talets mest populära svenska serie. 1932 flyttade den till Vårt Hem, där den fortsatte fram tills den upphörde 1940. Serien var en av Rune Mobergs förebilder när han skapade Lilla Fridolf.
En av ovanligheterna med Fridolf Celinder är att man får följa titelfigurens liv från det att han träffar sin blivande fru till dess att hans barnbarn föds. Den bryter därmed mot den statiska tid som råder i många andra serier.